# The Legend of Captain Jack Sparrow
Cet article concerne une attraction. Pour le jeu vidéo, voir Pirates des Caraïbes : la Légende de Jack Sparrow.
The Legend of Captain Jack Sparrow (La Légende de Jack Sparrow) était une attraction-spectacle inspirée de l'univers de Pirates des Caraïbes. Elle a ouvert ses portes à Disney's Hollywood Studios le 6 décembre 2012, dans le bâtiment (Soundstage 4) qui occupait auparavant Journey into Narnia: Creating The Lion, the Witch, and the Wardrobe. L'attraction a fermé ses portes le 6 novembre 2014.

## L'attraction
L'annonce de l'attraction a eu lieu le 1er mai 2012 via une lettre d'information de Mickey Monitor. Présentée par le chef de projet, Jason Roberts, comme une attraction inédite dans son genre.